# Louis Dumat
Pour les articles homonymes, voir Dumat.
Louis Marie Édouard Dumat, né le 24 décembre 1901 à Nantes en France et mort le 28 février 1975 dans la même ville, est un homme politique français. Il est membre du Mouvement républicain populaire.

## Biographie
Ancien élève de l'école des travaux publics, il travaille dans l'import-export, avec de se tourner vers la publicité. Il est directeur du Moniteur officiel du commerce et de l'Industrie de 1933 à 1934, directeur des informations de la station Radio-colonial en 1935, directeur de la publicité des journaux Marie-Claire, puis l’Époque en 1936-1939. Il est député de la Seine de 1928 à 1932, inscrit au groupe de l'Union républicaine démocratique. Il est secrétaire de la Chambre en 1931-1932.
Pendant l'occupation, il commence par soutenir le régime de Vichy, avant de partir pour le Maroc. Il est député des français du Maroc à la première assemblée constituante, en 1945-1946. Il est conseiller municipal de Casablanca en 1948 et conseiller du gouvernement du Maroc et dirige le journal La Presse marocaine.
Il fut le seul député à s'abstenir lors de l'élection du général de Gaulle en novembre 1945.